# Puchar Liechtensteinu w piłce nożnej (2009/2010)
Puchar Liechtensteinu w piłce nożnej (2009/2010) – sześćdziesiąta piąta edycja tych rozgrywek.  Osiemnaście drużyn z siedmiu klubów  rywalizowało o awans do drugiej rundy kwalifikacyjnej Ligi Europejskiej UEFA. Obrońcą tytułu był FC Vaduz, który tryumfował w tym pucharze nieprzerwanie od 1998 roku.

## Uczestnicy turnieju
| Drużyny rozpoczynające turniej od ćwierćfinału          | Drużyny rozpoczynające turniej od II rundy eliminacyjnej | Drużyny rozpoczynające turniej od I rundy eliminacyjnej |
| ------------------------------------------------------- | -------------------------------------------------------- | --- |
| - FC Balzers - FC Schaan - FC Vaduz - USV Eschen/Mauren | - FC Balzers II - FC Ruggell                             | - FC Balzers II - FC Ruggell II - FC Schaan II - FC Triesen - FC Triesen II - FC Triesenberg - FC Triesenberg II - FC Vaduz II - FC Vaduz III - FC Vaduz IV - USV Eschen/Mauren II - USV Eschen/Mauren III |

## I runda eliminacyjna
W I rundzie eliminacyjnej wzięły udział drużyny rezerw (prócz FC Triesen i FC Triesenberg). Mecze tej rundy rozegrane zostały w dniach 18 i 19 sierpnia 2009. 

Pogrubiono nazwy drużyn, które awansowały do II rundy eliminacyjnej.
| Drużyna 1             | Wynik          | Drużyna 2      |
| --------------------- | -------------- | -------------- |
| 18 sierpnia 2009      |                |                |
| FC Balzers III        | 2:1            | FC Vaduz III   |
| USV Eschen/Mauren II  | 3:2            | FC Triesen     |
| FC Ruggell II         | 2:4            | FC Triesen II  |
| 19 sierpnia 2009      |                |                |
| FC Triesenberg II     | 0:6            | FC Schaan II   |
| USV Eschen/Mauren III | 4:6            | FC Vaduz II    |
| FC Vaduz IV           | walkower (0:3) | FC Triesenberg |

## II runda eliminacyjna
W II rundzie eliminacyjnej uczestniczyły drużyny FC Balzers II FC Ruggell i sześć drużyn z I rudy eliminacyjnej. Mecze tej rundy rozegrane zostały w dniach 15, 16 i 17 września 2009. 

Pogrubiono nazwy drużyn, które awansowały do ćwierćfinału.
| Drużyna 1        | Wynik | Drużyna 2            |
| ---------------- | ----- | -------------------- |
| 15 września 2009 |       |                      |
| FC Schaan II     | 0:3   | FC Triesenberg       |
| FC Triesen II    | 0:3   | FC Balzers II        |
| 16 września 2009 |       |                      |
| FC Vaduz II      | 1:9   | FC Ruggell           |
| 17 września 2009 |       |                      |
| FC Balzers III   | 0:6   | USV Eschen/Mauren II |

## Ćwierćfinały
W ćwierćfinale uczestniczyły drużyny FC Balzers, FC Schaan, USV Eschen/Mauren i obrońca tytułu FC Vaduz, oraz cztery drużyn z II rudy eliminacyjnej. Mecze tej rundy rozegrane zostały w dniach 20, 21, 27 i 28 października 2009.
| Drużyna 1            | Wynik | Drużyna 2         |
| -------------------- | ----- | ----------------- |
| 20 października 2009 |       |                   |
| FC Balzers II        | 0:8   | FC Vaduz          |
| 21 października 2009 |       |                   |
| USV Eschen/Mauren II | 1:0   | FC Schaan         |
| 27 października 2009 |       |                   |
| FC Ruggell           | 2:4   | FC Balzers        |
| 28 października 2009 |       |                   |
| FC Triesenberg       | 0:3   | USV Eschen/Mauren |

## Półfinały
W półfinale uczestniczyły drużyny czterech zwycięzców z ćwierćfinału. Mecze tej rundy rozegrane zostały w dniu 6 kwietnia 2010. 

Pogrubiono nazwy drużyn, które awansowały do finału.
| Drużyna 1            | Wynik | Drużyna 2         |
| -------------------- | ----- | ----------------- |
| 6 kwietnia 2010      |       |                   |
| USV Eschen/Mauren II | 2:6   | USV Eschen/Mauren |
| FC Balzers           | 0:4   | FC Vaduz          |

## Finał
Finał odbył się 13 maja 2009 na stadionie Rheinpark Stadion pomiędzy drużynami USV Eschen/Mauren i obrońcami tytułu FC Vaduz.
| 13 maja 2009                                 | FC Vaduz · ? ?' | 1:1 k. 4:2                                   | USV Eschen/Mauren · 56' Clemente | Rheinpark Stadion, Vaduz |
|                                              |                 |                                              |                                  |                          |
|                                              |                 | Rzuty karne                                  |                                  |                          |
| Cerrone · Stuckmann · Stegmayer · Proschwitz |                 | Sturzenegger · St.Büchel · Domuzeti · Memeti |                                  |                          |

Mistrz Liechtensteinu 2009 -
FC Vaduz - Trzydziesty dziewiąty tytuł

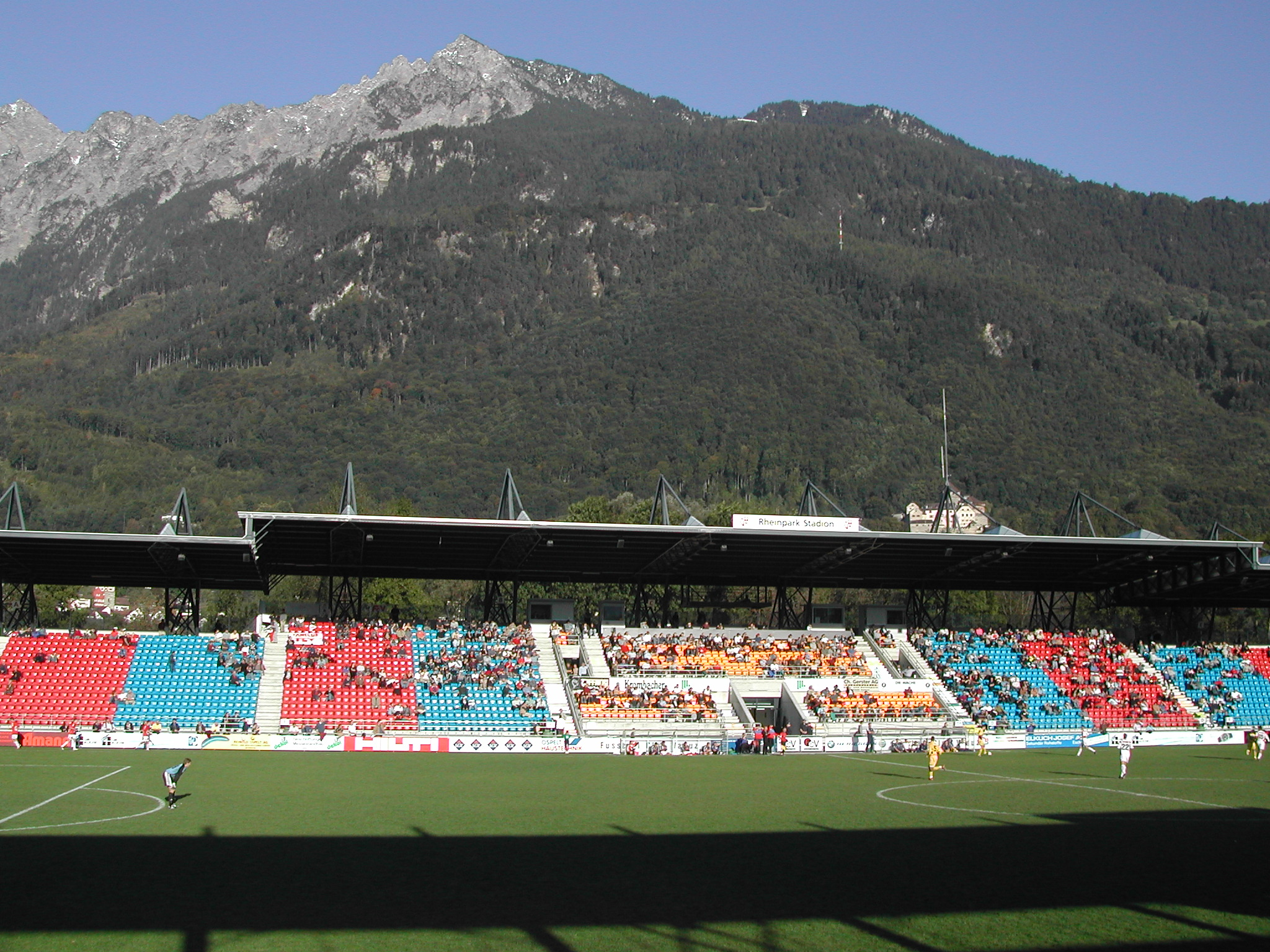
Stadion finałowy - Rheinpark Stadion